# 346 Hermentaria
346 Hermentaria eller 1892 P är en asteroid i huvudbältet, som upptäcktes 25 november 1892 av den franske astronomen Auguste Charlois. Den har fått sitt namn efter den franska kommunen Herment.
Asteroiden har en diameter på ungefär 86 kilometer.